# رافاييل دوران مارتينيز
رافاييل دوران مارتينيز (بالإسبانية: Rafael Durán Martínez)‏ (20 أغسطس 1997 في المكسيك - ) هو لاعب كرة قدم مكسيكي في مركز الوسط. لعب مع تايجرز أونال.

## وصلات خارجية
- رافاييل دوران مارتينيز على موقع قاعدة بيانات كرة القدم.إي يو (الإنجليزية)
- رافاييل دوران مارتينيز على موقع Soccerway.com (الإنجليزية)